# Adalbert Heinrich Friedrich von Baudissin
Graf Adalbert Heinrich Friedrich von Baudissin (* 12. Januar 1821 auf Gut Projensdorf; † 9. August 1875 in Gersau) war ein deutscher Verwaltungsjurist, letzter Landdrost der Herrschaft Pinneberg und ab 1872 Gutsherr auf Borstel.

## Herkunft und Familie
Baudissin entstammte dem Projensdorfer Zweig des Adelsgeschlechts von Baudissin, das ursprünglich aus der Oberlausitz stammte und im Dreißigjährigen Krieg nach Schleswig-Holstein gekommen war. Seine Eltern waren Graf Joseph Franz Christian von Baudissin (* 9. Januar 1797; † 5. April 1871) und dessen Ehefrau Gräfin Julia Friederike Josephina von Reventlow (* 21. August 1798; † 3. Juli 1881). Seine jüngeren Brüder waren Traugott und Nikolaus von Baudissin.
Er wurde häufig mit seinem fast namensgleichen und fast gleichaltrigen Cousin, dem Schriftsteller Adelbert Heinrich von Baudissin, verwechselt. Weitere Cousins ersten Grades waren unter anderen Ulrich und Eduard von Baudissin. Zu seinen Cousins zweiten Grades zählte Wolf Wilhelm von Baudissin.
Er war zunächst seit 1851 verheiratet mit Rudolfine, geb. von Ahlefeldt auf Saxtorf (1831–1855) und dann mit deren Schwester Ida, geb. von Ahlefeldt (* 20. Dezember 1838 auf Saxtorf; † 29. Juli 1917 auf Borstel).
Sohn aus der ersten Ehe:
- Rudolf (1855–1893) ⚭ 1855 Elisabeth von Kraewel (1867–1933); beider Sohn war Klaus Graf von Baudissin

Kinder aus der zweiten Ehe:
- Joseph (1861–1910) ⚭ 1887 Elisabeth von Ohlendorff (* 1867)
- Julia (* 1866)

## Leben
Vermutlich machte er Ostern 1840 am Katharineum zu Lübeck Abitur. Er studierte Rechtswissenschaften und bestand 1844 das juristische Examen. Er trat in den schleswig-holsteinischen Verwaltungsdienst und wurde 1849 Expedient im schleswig-holsteinischen Ministerium des Innern. 1851 wechselte er zur obersten Civilbehörde und wurde im Oktober 1852 Auskultant bei den Holsteinischen Oberdikasterien in Glückstadt. Hier wurde er später Obergerichtsrat.
Im Verlauf des Deutsch-Dänischen Kriegs  beriefen ihn die Bundeskommissare in die am 18. Januar 1864 konstituierte holsteinische Regierung. Am  14. Januar 1865 wurde er zum Landdrost der Herrschaft Pinneberg ernannt, nachdem der Landdrost Ludwig Nicolaus von Scheele abgesetzt worden war. Er nahm dieses Amt bis April 1867 wahr und zog sich dann zurück, als der Kreis Pinneberg als preußischer Landkreis neu gebildet wurde. Erster Landrat des neuen Landkreises wurde am 9. April 1868 Adolf von Moltke. Baudissin wurde 1868 als preußischer Regierungsrat nach Stettin versetzt und hier auf seinen Antrag hin 1872 entlassen, als ihm durch den Tod seines Vaters der Besitz des Gutes Borstel zufiel.